# Hyantis fuliginosa
Hyantis fuliginosa är en fjärilsart som beskrevs av Grose-smith 1898. Hyantis fuliginosa ingår i släktet Hyantis och familjen praktfjärilar. Inga underarter finns listade i Catalogue of Life.